# روي موستانج
روي موستانج (باليابانية: ロイ・マスタング) هي شخصية خيالية من سلسلة مانغا الخيميائي الفولاذي من تأليف هيرومو أراكاوا. ولدت الشخصية في 31 مايو من العام 1885.

## الشخصية
موستانج هو «كيميائي لهب» يملك القدرة على التحكم بالحرارة من خلال الكيمياء وباستخدام قفاز خاص يستطيع تكوين شرارة بفرقعة أصابعه.